# Mike Melvill
Mike Melvill (30. listopadu 1940) je jeden z testovacích pilotů experimentálního kosmického raketoplánu SpaceShipOne zkonstruovaného společností Space Composites. Tento raketoplán pilotoval i při letu 15P 21. června 2004, prvním letu raketoplánu nad hranici 100 km, která se obvykle uvádí jako hranice vesmíru. Proto je Melvill někdy pokládán za astronauta, v tom případě by byl prvním komerčním astronautem,který letěl ve stroji postaveném bez vládních dotací a celkově 434. člověkem ve vesmíru. Raketoplán pilotoval i při dalším letu v září 2004, prvním letu v soutěži Ansari X Prize.
Drží také devět leteckých rekordů uznaných Mezinárodní leteckou federací. Má dvojí občanství, americké a jihoafrické.